# 富爾語
富爾語（富爾語：bèle fòòr或fòòraŋ bèle；阿拉伯语：‎ / Fûrâwî；有時亦因一個使用該語言、具有統治地位的部落之名而被語言學家稱作“Konjara”）是尼羅-撒哈拉語系富爾語族的語言之一，由蘇丹共和國西部達爾富爾地區的富爾人使用。